# Odd Squad
Odd Squad er en amerikansk-canadiske tv-serie produceret for tv-kanalen PBS Kids, TVOKids og Ici Radio-Canada Télé af Tim McKeon og Adam Peltzman.